# Юїнг (Міссурі)
Юїнг (англ. Ewing) — місто (англ. city) в США, в окрузі Люїс штату Міссурі. Населення — 406 осіб (2020).

## Географія
Юїнг розташований за координатами 40°0′31″ пн. ш. 91°42′53″ зх. д. / 40.00861° пн. ш. 91.71472° зх. д. (40.008749, -91.714683).  За даними Бюро перепису населення США в 2010 році місто мало площу 1,62 км², уся площа — суходіл.

## Демографія
Згідно з переписом 2010 року, у місті мешкало 456 осіб у 204 домогосподарствах у складі 123 родин. Густота населення становила 282 особи/км².  Було 214 помешкання (132/км²).
Расовий склад населення:
| - 96,9 % — білих - 0,7 % — азіатів - 0,2 % — чорних або афроамериканців |

До двох чи більше рас належало 2,2 %. Частка іспаномовних становила 2,9 % від усіх жителів.
За віковим діапазоном населення розподілялося таким чином: 23,5 % — особи молодші 18 років, 55,2 % — особи у віці 18—64 років, 21,3 % — особи у віці 65 років та старші. Медіана віку мешканця становила 43,0 року. На 100 осіб жіночої статі у місті припадало 93,2 чоловіків;  на 100 жінок у віці від 18 років та старших — 91,8 чоловіків також старших 18 років.
Середній дохід на одне домашнє господарство  становив 45 159 доларів США (медіана — 35 469), а середній дохід на одну сім'ю — 54 356 доларів (медіана — 47 813). За межею бідності перебувало 8,8 % осіб, у тому числі 6,9 % дітей у віці до 18 років та 12,0 % осіб у віці 65 років та старших.
Цивільне працевлаштоване населення становило 130 осіб. Основні галузі зайнятості: виробництво — 29,2 %, освіта, охорона здоров'я та соціальна допомога — 21,5 %, роздрібна торгівля — 16,9 %.